# Augusto Haupold Gay
Augusto Haupold Gay nació en 1914 en El Puerto de Santa María y falleció en Madrid en 1996. Doctor en Derecho, poeta y escritor, son sus obras principales Camarada, Es mi voluntad, Tríptico del amor humano, Y nació mujer, El gran pecado, El águila y el gorrión.